# Alexander Carter
Alexander Carter (ur. 16 kwietnia 1909 w Montrealu, zm. 17 lutego 2002), kanadyjski duchowny katolicki, biskup Sault Sainte Marie.
Był synem drukarza i działacza związkowego pochodzenia irlandzkiego, starszym bratem Geralda Emmetta, przyszłego arcybiskupa Toronto i kardynała. Przyjął święcenia kapłańskie 6 czerwca 1936. W grudniu 1956 został mianowany biskupem koadiutorem diecezji Sault Sainte Marie (prowincja Ontario), ze stolicą tytularną Sita; sakry biskupiej udzielił mu 2 lutego 1957 kardynał Paul-Emile Leger (arcybiskup Montrealu). Po śmierci biskupa Ralpha Huberta Dignana (22 listopada 1958) został zwierzchnikiem diecezji. Po osiągnięciu wieku emerytalnego (75 lat) złożył rezygnację z rządów diecezją (w maju 1985).
2 lutego 1962 wspólnie z kardynałem Legerem udzielał święceń biskupich bratu Geraldowi.